# 喬許·漢米爾頓 (棒球運動員)
約書亞·霍特·漢米爾頓（英語：Joshua Holt Hamilton, 1981年5月21日—），是前美國職棒大聯盟的外野手。1999年大聯盟選秀中，18歲的Josh於第一輪第一順位被坦帕灣魔鬼魚選中成為選秀狀元。漢米爾頓在當時被視為棒球界的一顆新星。不過由於傷病及毒品問題，沉浮多年才在2007年在辛辛那提紅人隊登上大聯盟。同年，他成功地爭取到首次上場的機會，並完成了他首個賽季。

## 早期事迹
汉密尔顿在被坦帕湾魔鬼鱼签下前，有雅典高校2次最佳运动员的头衔。高中时期的他除了守备外野，也尝试过投手的位置。这位左投的最高球速是96英里/小时。为此，坦帕湾教练就曾经给予他高度的评价。在以396万美元签约金与坦帕湾魔鬼鱼队签下合约后，就从小联盟开始起步。2001年，汉密尔顿卷入了1起车祸，并导致他在那年只上场了27次。2004年，汉密尔顿从在1A和2A联盟兜转了2年后，虽然已经参与春训了，但是他却因为在体检时2次不通过，被怀疑进食毒品而禁赛30天。2005年和2006年的汉密尔顿在沉寂了2年后，藉由基督教信仰及妻子与岳父的帮助下，成功戒毒，再度复出。坦帕湾光芒1A的Hudson Valley Renegades队让汉密尔顿在2006年季尾加入球队，并打了15场比赛。

## 大联盟生涯

### 辛辛那提红人（2007年）
- 乔许·汉密尔顿在随球队春训（Spring Training）时，打击率是全隊最佳的.403。因为一直都持续着这样的表现，使他整季都在辛辛那提红人队的25人大名单当中。
- 汉密尔顿在4月2日以代打身份首度在大聯盟出賽，当时他接受全场观众22秒的起立鼓掌，由此可见他们都对他有高度的期待。
- 4月10日，他在对亚利桑那响尾蛇队一战中，获得大联盟首发上场的机会。

### 德州游骑兵（2008年－2012年）

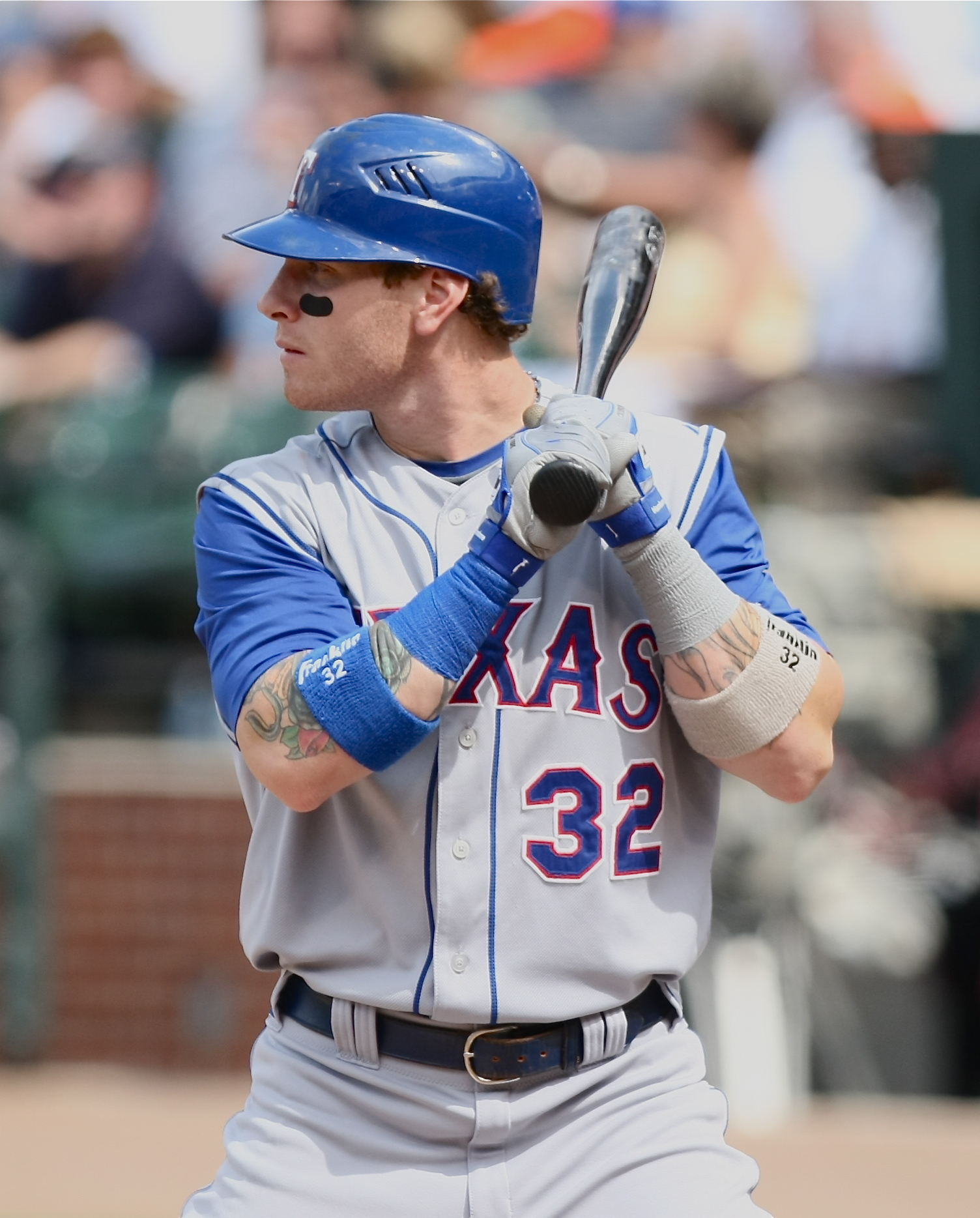
漢米爾頓在2008年時

- 2007年12月12日，汉密尔顿被辛辛那提红交易到德州游骑兵来换取艾汀森·沃奎茲。
- 在春训时，汉密尔顿打出了.556的打击率和14场比赛得到13个打点。
- 汉密尔顿在4月获选为当月最佳球员，并在6月2日登上代表着体育界地位最高指标的运动画刊。
- 人氣當红的他也被球迷投選进入2008年的明星賽先發名單。

#### 2008年全壘打大賽
漢米爾頓憑著優異的全壘打紀錄成功参与全垒打大赛。在比赛的第一輪，汉米尔顿打出惊人的28支全壘打，足足是其他7位选手的3倍（第2位也只有8支）。第2輪进行后，汉密尔顿以总计32支全垒打进入大赛的决胜局。在与剩下的贾斯汀·摩尔诺决战时，汉密尔顿失去水准，只打出三支的全垒打，比贾斯汀·摩尔诺还少2支，只能拿到第2名。不过，他在比赛第一圈打出来的全垒打数量已经超过原有的纪录，比纽约洋基队巴比·阿布瑞尤2005年创下的24支多4支。

#### 2010年美聯冠軍賽

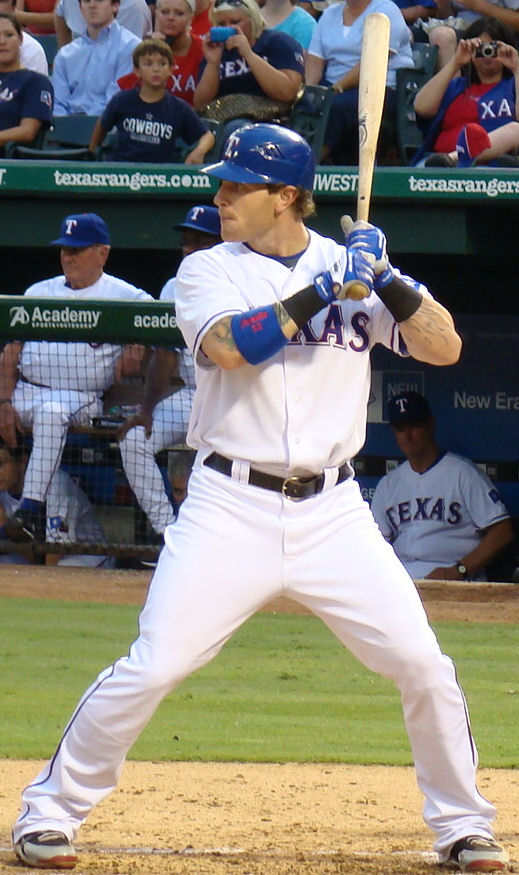
漢米爾頓在2010年美聯冠軍賽獲得MVP

漢米爾頓在美聯冠軍賽貢獻4支全壘打7分打點打擊率0.375，在球隊以4勝2敗淘汰紐約洋基後，獲選為美聯冠軍賽MVP。11月23日，獲得美聯最有價值球員。

#### 2011年
漢米爾頓在此賽季因為4月中的一場比賽受傷，進入傷兵名單休養至5月底，使得他這季的成績略顯黯淡，繳出0.298的打擊率，25支全壘打與94分的打點，不過仍舊與德州遊騎兵一同再次殺進世界大賽，可惜在激戰七場後，仍以3勝4負敗給聖路易紅雀，使得球隊連續兩年皆無緣奪得世界大賽冠軍。

#### 2012年
2012年5月8日對戰巴爾迪摩金鶯隊單場擊出4支全壘打,為史上第16位,賽共計5打數5安打、其中包括4轟，貢獻了8分打點、18個壘打數，賽後漢米爾頓打擊率4成06、全壘打14轟和36分打點全部都登上大聯盟龍頭。

### 洛杉磯天使（2013年－2014年）

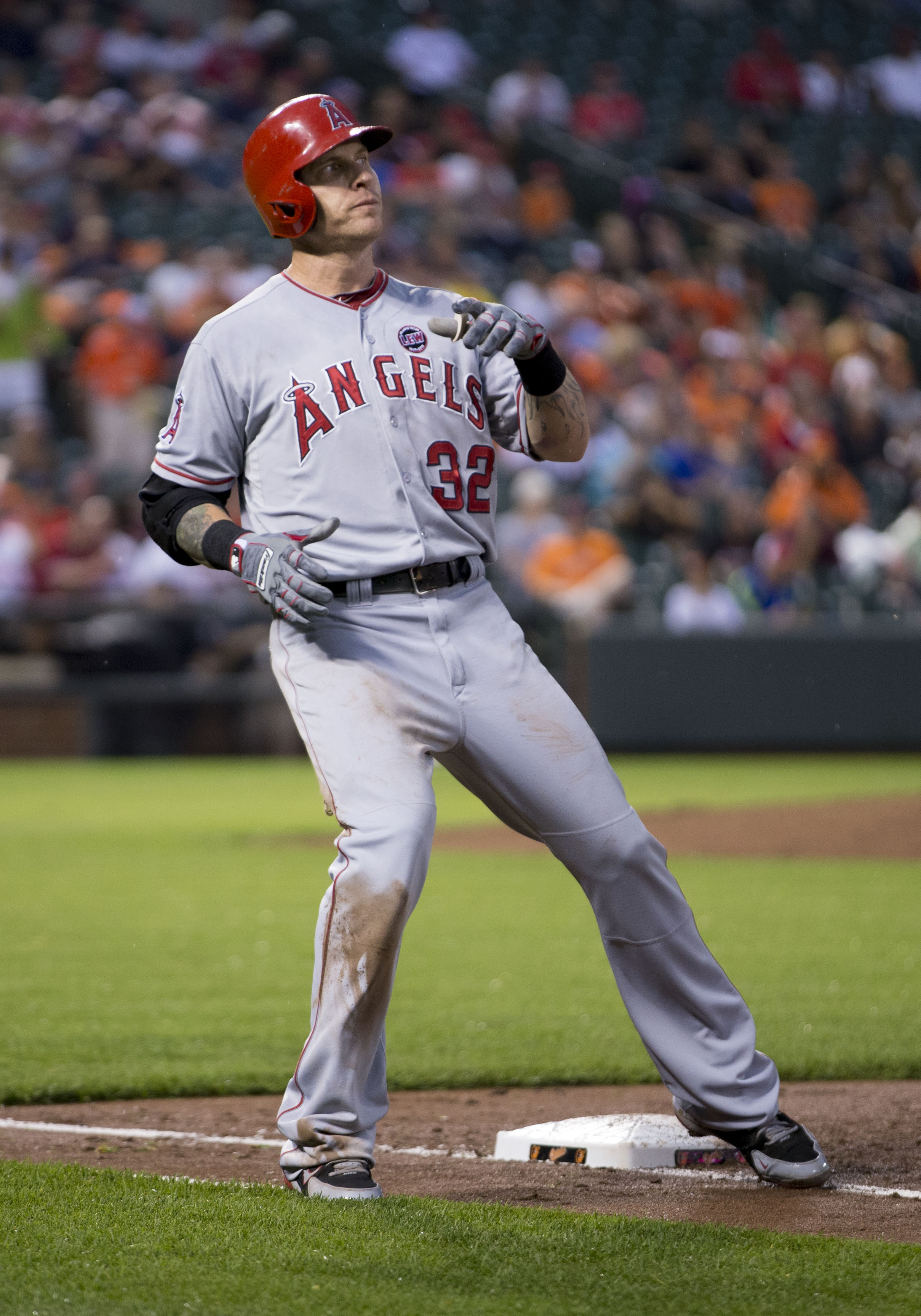
漢米爾頓2013年在天使隊時

天使以5年1.25億美元(約36.3億台幣)的大型合約簽下在打擊上有亮眼表現的漢米爾頓。2013年繳出2成50打擊率，有21支全壘打、79分打點，2014因為肩傷只打89場比賽，2成63打擊率、10支全壘打，在休養期間卻爆發吸毒及酗酒問題。
2015年2月26日驚傳再度沾上毒品，正在接受大聯盟調查，若調查屬實難逃禁賽處份。
漢米爾頓由於吸毒自首，仲裁後不會禁賽，但天使隊及大聯盟當局都抗議，天使不再跟漢米爾頓糾纏，寧可賠錢也要將他交易到遊騎兵隊。天使與遊騎兵隊達成交易協議，天使隊與漢米爾頓有3年8300萬美元薪水要支付，但遊騎兵隊只要支付1500萬美元即可獲得漢米爾頓，天使寧可支付6800萬美元認賠殺出。

### 德州游骑兵（2015年 - ）
5月29日重返遊騎兵隊後首次在主場登場對戰紅襪,擔任先發第5棒左外野手單場擊出2支全壘打
5月30日系列賽第2站漢米爾頓沒有先發,但在9局下半球隊2-3落後時上場代打,結果擊出2分打點再見二壘安打HIGH翻主場

7月30日在主場對戰洋基一局下半對CC 沙巴西亞擊出三分全壘打,更在9局下半1.2壘有人擊出再見安打7-6擊敗洋基隊,單場4打數2安打4分打點

## 獲獎紀錄
- 美國職棒大聯盟全明星賽：2008、2009、2010
- 美國職棒大聯盟銀棒獎：2008、2010
- 美國聯盟打擊王：2010
- 美國聯盟冠軍賽MVP：2010
- 美國職棒大聯盟最有價值球員獎：2010

## 资料

### 大联盟
| † | 代表漢米爾頓獲得美國聯盟MVP |

| 年分  | 年齡 | 球隊 | 聯盟 | 場數 | 打席 | 打數 | 得分 | 安打 | 二壘安 | 三壘安 | 全壘打 | 打點 | 盜壘 | 盜壘失敗 | 保送 | 三振 | 打擊率 | 上壘率 | 長打率 | 攻擊指數 |
| ----- | ---- | ---- | ---- | ---- | ---- | ---- | ---- | ---- | ------ | ------ | ------ | ---- | ---- | -------- | ---- | ---- | ------ | ------ | ------ | -------- |
| 2007  | 26   | CIN  | NL   | 90   | 337  | 298  | 52   | 87   | 17     | 2      | 19     | 47   | 3    | 3        | 33   | 65   | .292   | .368   | .554   | .922     |
| 2008  | 27   | TEX  | AL   | 156  | 704  | 624  | 98   | 190  | 35     | 5      | 32     | 130  | 9    | 1        | 64   | 126  | .304   | .371   | .530   | .901     |
| 2009  | 28   | TEX  | AL   | 89   | 365  | 336  | 43   | 90   | 19     | 2      | 10     | 54   | 8    | 3        | 24   | 79   | .268   | .315   | .426   | .741     |
| 2010† | 29   | TEX  | AL   | 133  | 571  | 518  | 95   | 186  | 40     | 3      | 32     | 100  | 8    | 1        | 43   | 95   | .359   | .411   | .633   | 1.044    |
| 2011  | 30   | TEX  | AL   | 121  | 538  | 487  | 80   | 145  | 31     | 5      | 25     | 94   | 8    | 1        | 39   | 93   | .298   | .346   | .536   | .882     |
| 2012  | 31   | TEX  | AL   | 148  | 636  | 562  | 103  | 160  | 31     | 2      | 43     | 128  | 7    | 4        | 60   | 162  | .285   | .354   | .577   | .930     |
| 2013  | 32   | LAA  | AL   | 151  | 636  | 576  | 73   | 144  | 32     | 5      | 21     | 79   | 4    | 0        | 47   | 158  | .250   | .307   | .432   | .739     |
| 2014  | 33   | LAA  | AL   | 89   | 381  | 338  | 43   | 89   | 21     | 0      | 10     | 44   | 3    | 3        | 32   | 108  | .263   | .331   | .414   | .756     |
| 2015  | 34   | TEX  | AL   | 15   | 55   | 50   | 6    | 12   | 4      | 0      | 2      | 6    | 0    | 0        | 5    | 14   | .240   | .309   | .440   | .749     |
| Total | 9年  |      |      | 992  | 4223 | 3789 | 593  | 1103 | 230    | 24     | 194    | 682  | 50   | 16       | 347  | 900  | .291   | .351   | .518   | .869     |